# ادلاین گری
ادلاین گری (به انگلیسی: Adeline Gray؛ ۱۵ ژانویهٔ ۱۹۹۱) کشتی‌گیر اهل ایالات متحده آمریکا است که در رقابت‌های قهرمانی جهان به ۹ مدال (۶ طلا و ۳ برنز) دست یافته‌است.